# Premis Cóndor de Plata 2002
La 50a edició dels Premis Cóndor de Plata 2002, concedits per l'Asociación de Cronistas Cinematográficos de la Argentina, va tenir lloc el 10 de setembre de l'any 2002 al Teatro Maipo de Buenos Aires, on es va reconèixer a les millors pel·lícules argentines estrenades durant l'any 2001. Fou retransmesa en directe per Canal 7. La gala fou presentada per Gabriela Radice i els premis foren entregats per actors guanyadors de Cóndors en anteriors edicions.
Les nominacions van ser anunciades el dijous 27 de desembre de 2001 en una cerimònia que es va realitzar en la seu de l'Associació, situada en carrer Maipú 621 de la Ciutat de Buenos Aires.

## Guanyadors i nominats
| Millor pel·lícula | Millor director |
| --- | --- |
| - El hijo de la novia — Juan José Campanella - El amor y el espanto — Juan Carlos Desanzo - La Ciénaga — Lucrecia Martel - La fuga — Eduardo Mignogna - Taxi, un encuentro — Gabriela David                                                       | - Juan José Campanella — El hijo de la novia - Eduardo Mignogna — La fuga - Eliseo Subiela — El lado oscuro del corazón 2 - Juan Carlos Desanzo — El amor y el espanto - Lucrecia Martel — La Ciénaga                                                                                            |
| Millor actriu | Millor actor |
| - Graciela Borges — La Ciénaga - Ariadna Gil — El lado oscuro del corazón 2 - Carmen Maura — Arregui, la noticia del día - Cecilia Roth — Antigua vida mía - Irene Visedo — Los pasos perdidos                                                    | - Ricardo Darín — El hijo de la novia - Diego Peretti — Taxi, un encuentro - Federico Luppi — Rosarigasinos - Miguel Ángel Solá — El amor y el espanto - Ulises Dumont — Rosarigasinos |
| Millor actriu de repartiment | Millor actor de repartiment |
| - Norma Aleandro — El hijo de la novia - Graciela Pal — Cabecita rubia - María José Demare — Rosarigasinos - Mercedes Morán — La Ciénaga - Sandra Ballesteros — El lado oscuro del corazón 2                                                      | - Eduardo Blanco — El hijo de la novia - Héctor Alterio — El hijo de la novia - Oscar Alegre — Tocá para mí - Patricio Contreras — La fuga - Roberto Carnaghi — El amor y el espanto |
| Millor Revelació Femenina | Millor Revelació Masculina |
| - Claudia Fontán — El hijo de la novia - Ailí Chen — Tocá para mí - Josefina Vitón — Taxi, un encuentro - María Laura Frigerio — Tocá para mí - Pamela Rementería — El armario                                                                    | - Rodrigo de la Serna — Gallito ciego - Damián Dreizik — Sólo por hoy - Federico Esquerro — Sólo por hoy - Francisco Puente — Rosarigasinos - Micky Ruffa — Cabecita rubia |
| Millor guió original | Millor guió adaptat |
| - Juan José Campanella i Fernando Castets — El hijo de la novia - Gabriel David — Taxi, un encuentro - Juan José Feinmann i Juan Carlos Desanzo — El amor y el espanto - Lucrecia Martel — La Ciénaga - Rodrigo Grande — Rosarigasinos            | - Graciela Maglie, Jorge Goldenberg i Eduardo Mignogna — La fuga - Alfredo Sirkis, Mariángela Grando i Heitor de Freitas Luna — Luna de octubre - Ángeles González-Sinde i Alberto Macías — Antigua vida mía - Jorge Polaco e Ivonne Fournery — Viaje por el cuerpo - Patricio Coll — Cicatrices |
| Millor opera prima | Millor videofilm |
| - La Ciénaga — Lucrecia Martel - La libertad — Lisandro Alonso - Rosarigasinos — Rodrigo Grande - Sólo por hoy — Ariel Rotter - Taxi, un encuentro — Gabriela David                                                                               | - Los cuentos del timonel — Eduardo Montes Bradley - Agua de fuego — Grupo Boedo - Yo, sor Alice — Alberto Marquandt |
| Millor Fotografia | Millor Muntatge |
| - Hugo Colace — La Ciénaga - Adrián Salgado — El armario - Daniel Shulman — El hijo de la novia - Marcelo Camorino — La fuga - Miguel Abal — Taxi, un encuentro                                                                                   | - Camilo Antolini — El hijo de la novia - Juan C. Macías — La fuga - Lorenzo Bombicci — Saluzzi, ensayo para bandoneón y tres hermanos |
| Millor direcció artística | Millor música original |
| - Margarita Jusid — La fuga - Graciela Oderigo — La Ciénaga - Jorge Polaco — Viaje por el cuerpo - Mercedes Alfonsín — El hijo de la novia - Pepe Uría — El amor y el espanto                                                                     | - Ruy Folguera — Rosarigasinos - Angel Ilarimendi — El hijo de la novia - Federico Jusid — La fuga - Fernando Manuel Diéguez — Tocá para mí - Pablo Sala — Cabecita rubia |
| Millor pel·lícula documental | Millor pel·lícula estrangera |
| - Rerum Novarum — Sebastián Schindel, Fernando Molnar i Nicolás Batlle - (H) Historias cotidianas — Andrés Habegger - Saluzzi, ensayo para bandoneón y tres hermanos — Daniel Rosenfeld - Van Van, empezó la fiesta — Liliana Mazure i Aarón Vega | - Desitjant estimar — Wong Kar-Wai - Le Goût des autres — Agnès Jaoui - La lengua de las mariposas — José Luis Cuerda - Pane e tulipani — Silvio Soldini - You're the One (una historia de entonces) — José Luis Garci                                                                           |

## Premis i nominacions múltiples
| Pel·lícula                   | Nominacions |
| ---------------------------- | ----------- |
| El hijo de la novia          | 12          |
| La Ciénaga                   | 8           |
| La fuga                      | 8           |
| Rosarigasinos                | 7           |
| El amor y el espanto         | 6           |
| Taxi, un encuentro           | 6           |
| Tocá para mí                 | 4           |
| Cabecita rubia               | 3           |
| El lado oscuro del corazón 2 | 3           |
| Sólo por hoy                 | 3           |
| Antigua vida mía             | 2           |
| El armario                   | 2           |
| Viaje por el cuerpo          | 2           |

| Pel·lícula          | Premis |
| ------------------- | ------ |
| El hijo de la novia | 8      |
| La Ciénaga          | 3      |
| La fuga             | 2      |

## Premis Honorífics
Durant la cerimònia es van lliurar també guardons a la trajectòria a les actrius China Zorrilla, Nelly Meden y Susana Campos; a l’actor Narciso Ibáñez Menta; al director de cinema José Antonio Martínez Suárez i als crítics Homero Alsina Thevenet i Salvador Sammaritano.